# ناحیه ایالوونی
ناحیه ایالوونی (به لاتین: Ialoveni District) یک منطقهٔ مسکونی در مولداوی است که در مولداوی واقع شده‌است. ناحیه ایالوونی ۷۸۳ کیلومتر مربع مساحت و ۹۳٬۱۵۴ نفر جمعیت دارد.